# Operational Navigation Chart

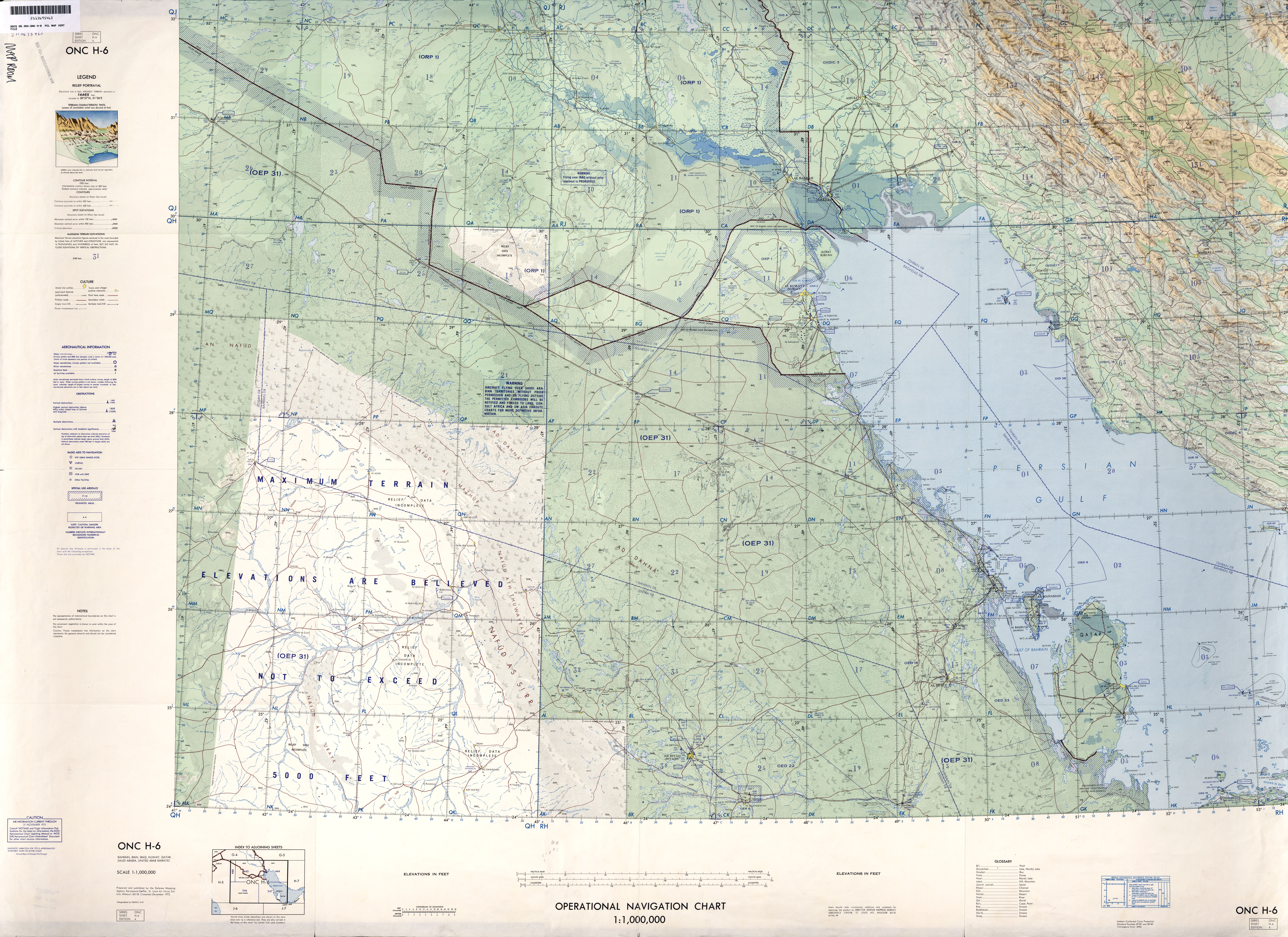
Operational Navigation Chart, Kartenblatt H-6 (Persischer Golf)

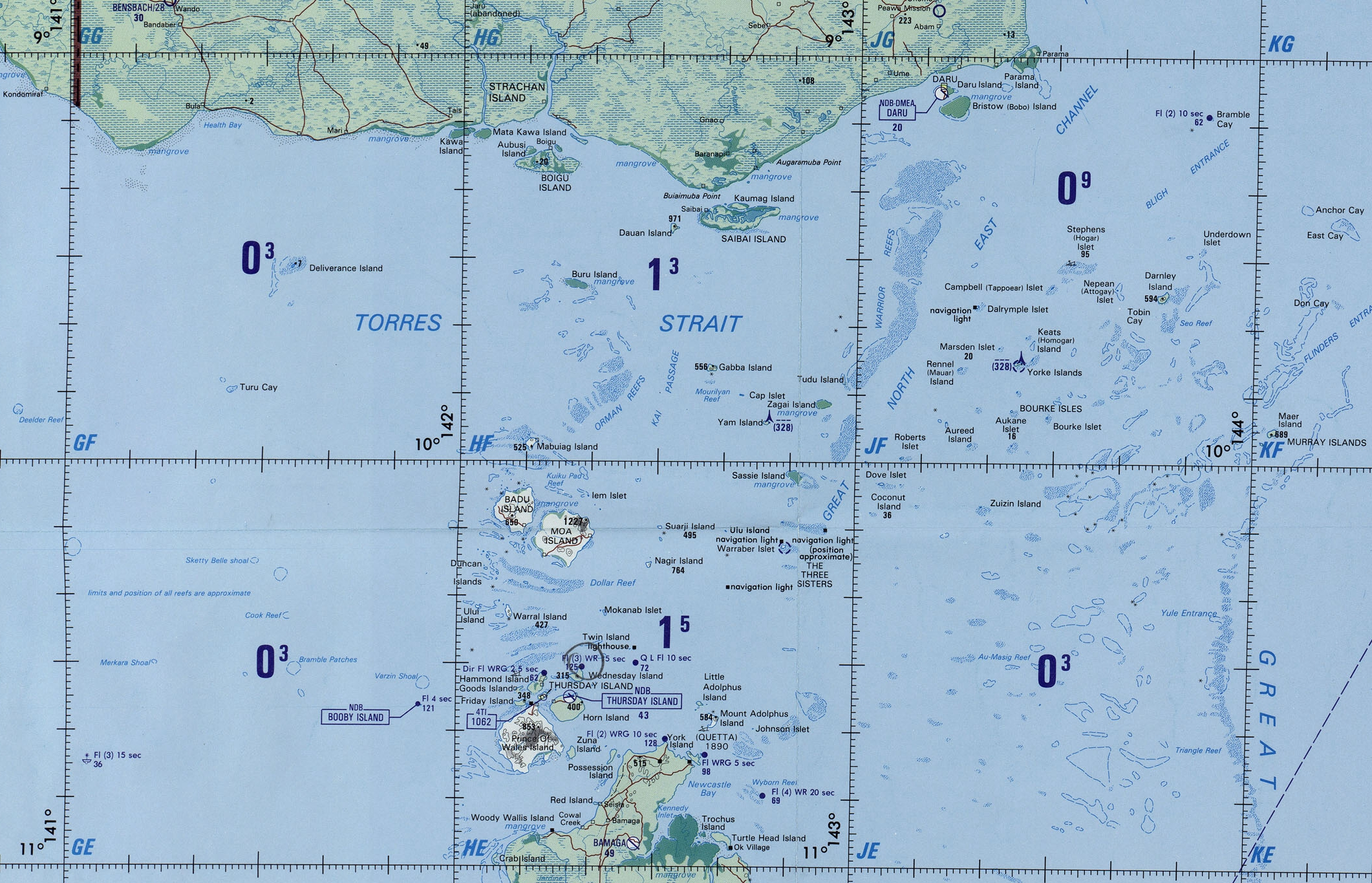
Ein Ausschnitt aus der Operational Navigation Chart vom Kartenblatt N-14. Zu sehen ist die Torres-Straße, Australien.

Die Operational Navigation Charts (ONCs; deutsch Operative Navigationskarten) sind eine Serie von über 200 kleinmaßstäbigen Luftfahrtkarten im Maßstab 1:1.000.000. Die Karten decken die ganze Erde ab. Allerdings sind einzelne Blätter Nordamerikas, Europas, Asiens und Ozeaniens aus militärischen Gründen nicht öffentlich zugänglich.
Die ONCs werden hauptsächlich in der Luftfahrt und für sonstige Navigationsanwendungen verwendet. Das unter Federführung der USA entstandene Kartenwerk gilt als Nachfolger des nie ganz beendeten Projektes der Internationalen Weltkarte (IWK).

## Karteninhalt
Die Grundlage sind topografische Informationen, ähnlich den amtlichen topografischen Karten Deutschlands und anderer Staaten. Auf den Kartenblättern sind Städte, Hauptstraßennetze, wichtige Landschaftsmerkmale, Bahnlinien, Waldgebiete und Gewässer abgebildet. Die Darstellung des Höhenreliefs erfolgt durch Höhenpunkte, Höhenlinien (Abstände in Fuß) und Schummerung.
Außerdem enthalten die Karten Hinweise zur Flugsicherheit, wie Flugplätze, Luftfahrtstraßen, Flugbeschränkungs- und Flugsperrgebiete, sowie Luftraumhindernisse, Funknavigationsanlagen, FIR-Grenzen und anderes. Die Karten sind mehrfarbig gedruckt, der Flugsicherungsaufdruck ist in blau oder violett gehalten.

## Urheber
Die ONC wurden von der US-amerikanischen Militär-Kartografiebehörde, der National Imagery and Mapping Agency zunächst für die militärische Nutzung erstellt.

## Verwendung
Die ONCs wurden entwickelt für die schnelle visuelle Anwendung und die Radar-Navigation. Weltweit finden die Karten hauptsächlich in der Luftfahrt Anwendung. Zur näheren Orientierung werden die aus den ONCs stammenden Tactical Pilotage Charts (TPC) 1 : 500.000 benutzt. Für diese wird ein ONC-Blatt im Uhrzeigersinn von links oben nach links unten in die Kartenblätter A bis D unterteilt. 1992 wurde auf ihrer Grundlage die vektorbasierte Digital Chart of the World entwickelt. Dabei handelt es sich um eine von der U.S. Defense Mapping Agency (heute National Geospatial-Intelligence Agency) erstellte Weltkarte.
Die vom US-Militär und der NATO verwendete Vector Map (VMAP) basiert ebenfalls zu großen Teilen auf ONCs.
ONCs werden heute von der UNESCO zur Kartierung von Vegetation und von der UN Food and Agriculture Organization (FAO) für Anbau-Karten in hoher Auflösung verwendet.
Aus der ONC ist für Bodenoperationen die Joint Operations Graphic abgeleitet. Bei diesem Kartenwerk wurden die luftfahrttechnischen Informationen aus dem Kartenblatt weggelassen.

## Kartografische Eigenschaften
Der Maßstab der Karten beträgt 1 : 1.000.000 gleich 1 cm auf der Karte gleich 10 km im Gelände. Geografische Höhen werden – wie in der Luftfahrt üblich – in Fuß angegeben. Die ONC verwenden eine winkeltreue Kegelprojektion nach Lambert und in den hohen Polarregionen (80°–90°) eine Stereografische Projektion. Ein Kartenblatt deckt einen Bereich von 12° Länge und 8° Breite ab. Als Koordinatensystem wird sowohl das Geografische System (Längen und Breiten), das World Geographical Reference System (Georef) und das Australian Map Grid (ein UTM-Netz) verwendet. Als geodätisches Datum wird sowohl das Australian Geodetic Datum (AGD) wie auch das World Geodetic System 1984 (WGS84) verwendet. Die Blattgröße für die Papierkarten betrug 146 cm × 107 cm gleich 1460 km × 1070 km. Die Produktion von Papierkarten durch amerikanische Behörden wurde mittlerweile eingestellt.
Da die Erstellung der ONC im militärischen Umfeld erfolgte, ist wenig über die Herkunft der zugrundeliegenden Geodaten gesichert bekannt. Sicher ist aber, dass eine Reihe von Orthofotos für die Karten verwendet wurde.